# عفونت (فیلم ۲۰۰۳)
عفونت (انگلیسی: Infection) یک فیلم است که در سال ۲۰۰۳ منتشر شد.